# Garden Tower (Argentina)

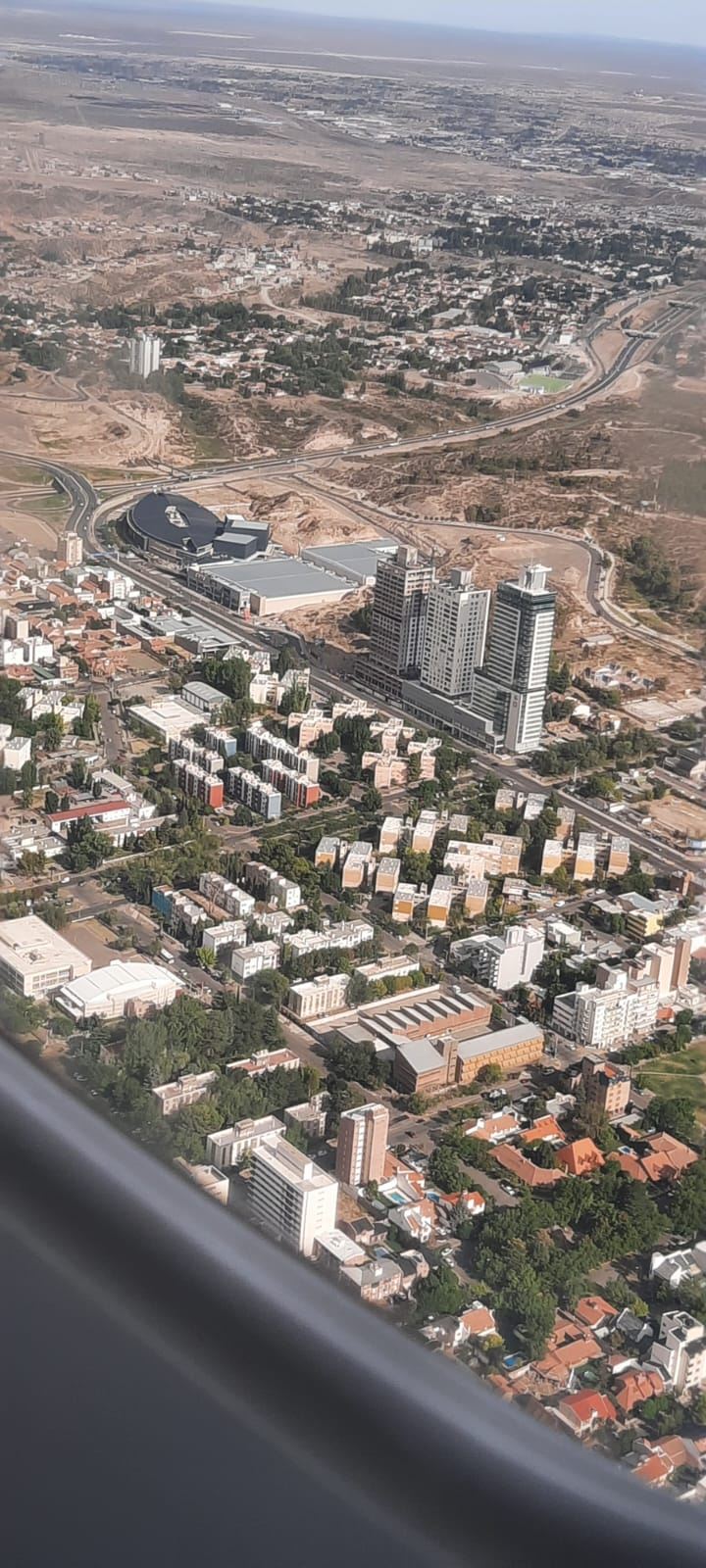
Hotel Garden Tower

Garden Tower es una torre ubicada en Doctor Ramón y Av. Argentina en el barrio Área Centro Este de la Ciudad de Neuquén en la República Argentina.

## Primera etapa
El complejo contempla en su primera etapa la construcción de una torre de 28 pisos de altura. En los primeros 13 pisos funcionará la cadena hotelera Hilton, Garden Inn de 130 habitaciones. En los pisos restantes, de departamentos premium.

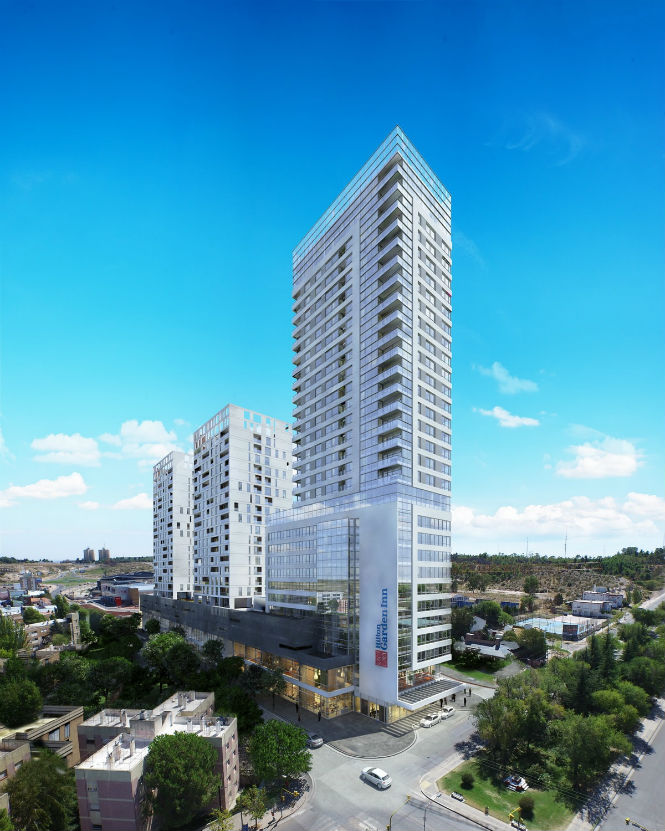

## Segunda etapa
En una segunda etapa proyectada al año 2020 se contempla la construcción de dos torres de 20 pisos para uso residencial